# SNCF BB 25500 sorozat
Az SNCF BB 25500 sorozat  egy francia 1500 V DC és 25 kV 50 Hz AC áramrendszerű, Bo’Bo’ tengelyelrendezésű villamosmozdony-sorozat. Az SNCF üzemelteti. Összesen 194 db készült belőle az Alstom-nál 1964 és 1976 között. Beceneve Danseuse (táncosnő). Az univerzális mozdonyokat mind személy- mind teherforgalomban is bevetették.
A mozdonyok a magyar vasút által beszerzett MÁV V43 sorozat legközelebbi rokona, közel azonos teljesítménnyel és sebességgel. Selejtezésük 2004-ben kezdődött, 2018-ban már csak 15 dolgozott belőle Franciaországban Strasbourg környékén és tíz Romániában. Franciaországban várhatóan 2018 decemberében az utolsót is kivonják a forgalomból.

## Románia életük
Tíz mozdony Romániába került a Regiotrans vállalathoz (25517, 25518, 25523, 25524, 25528, 25536, 25570, 25572, 25576 és 25581 pályaszámúak).
A 25536 pályaszámú 2017 december 5-én egy baleset miatt kiégett.

## Színváltozatok

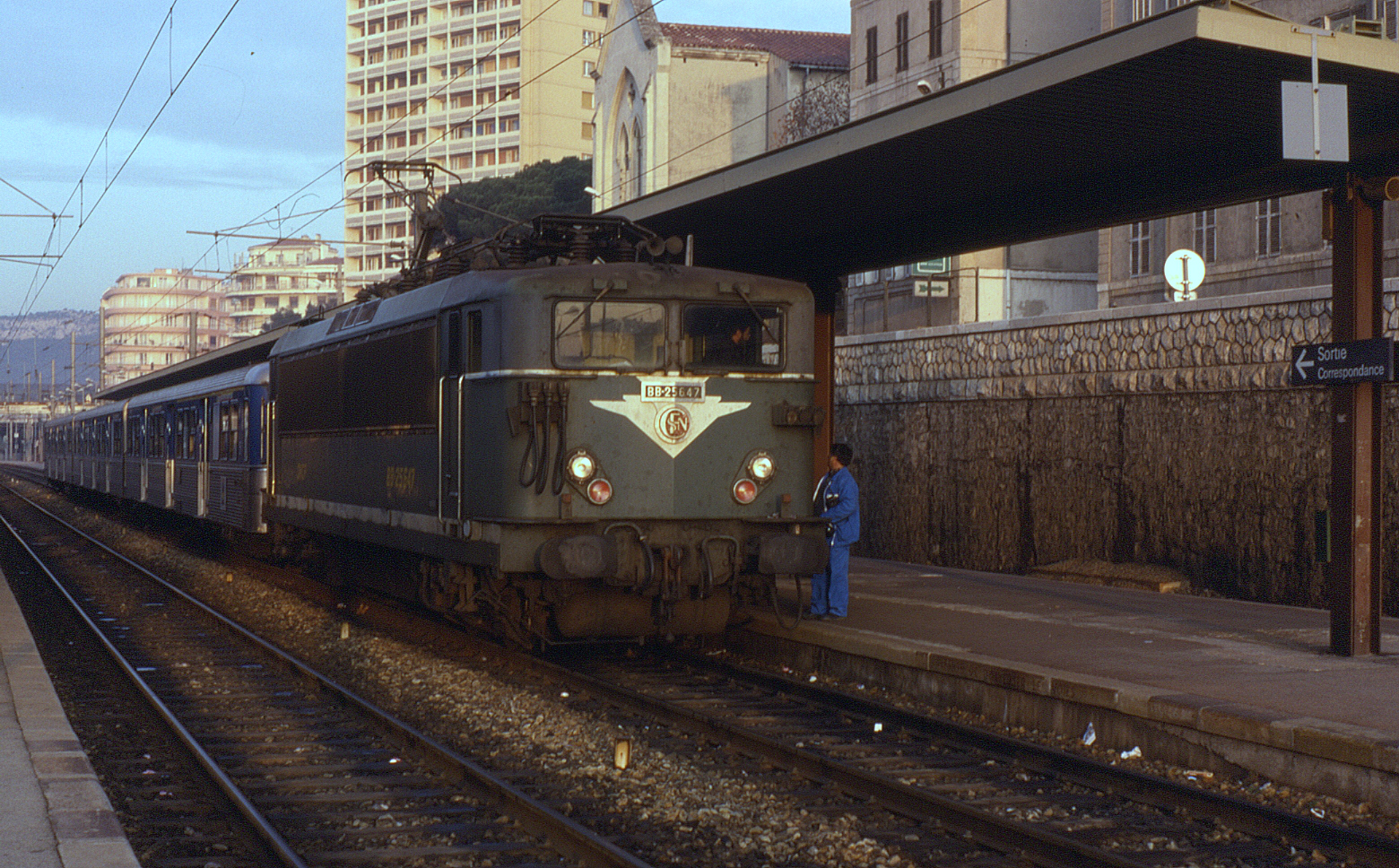
A mozdony eredeti festése 1991-ben
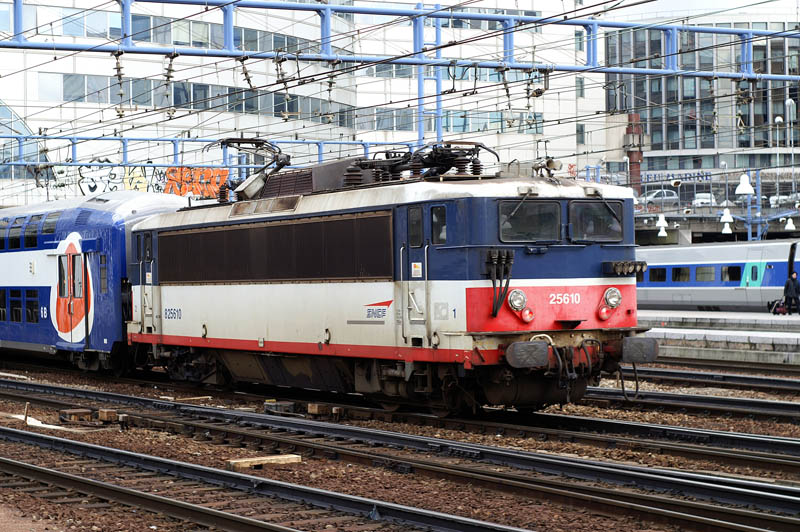
Livrée Île de France
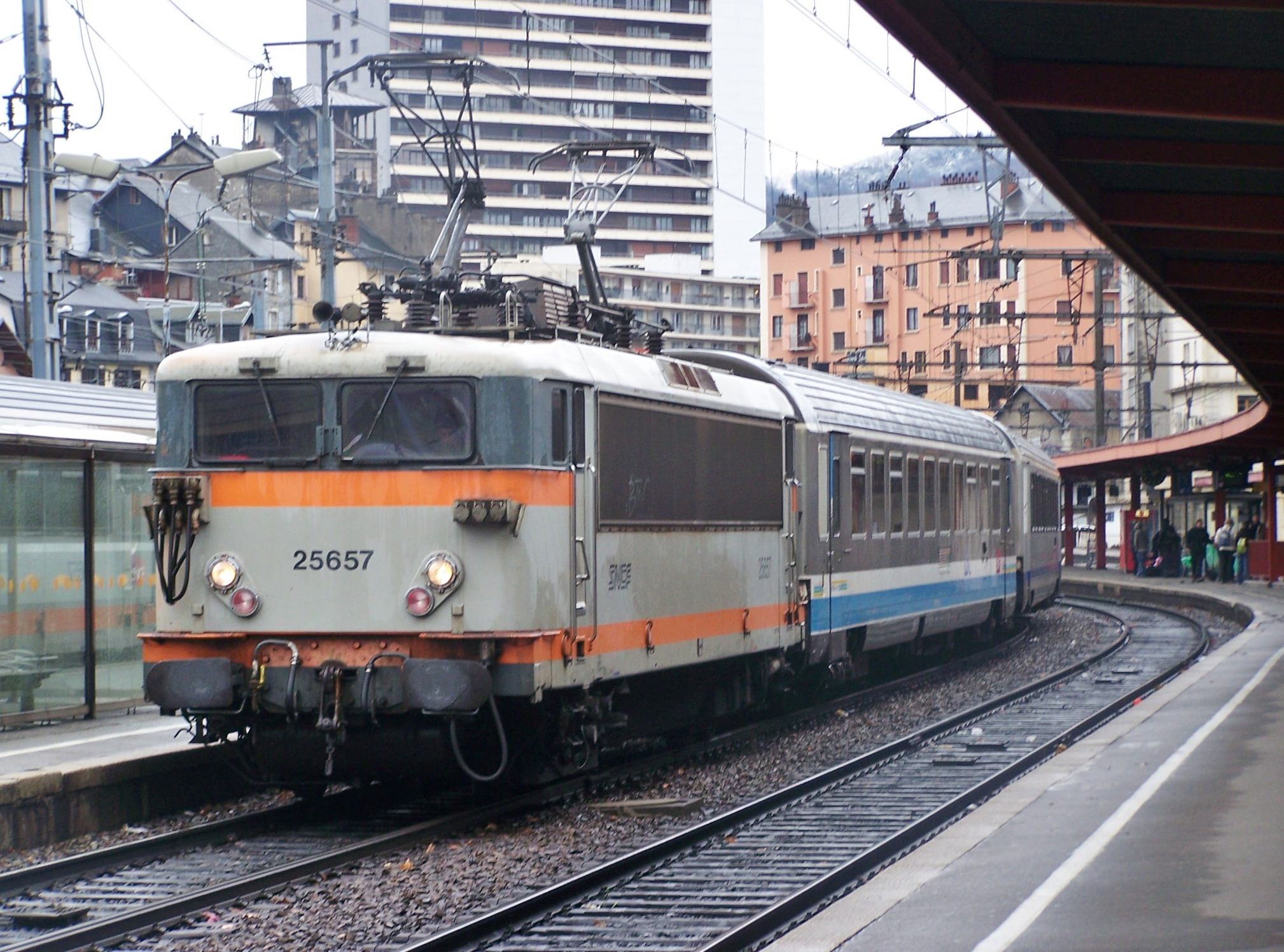
Livrée Béton
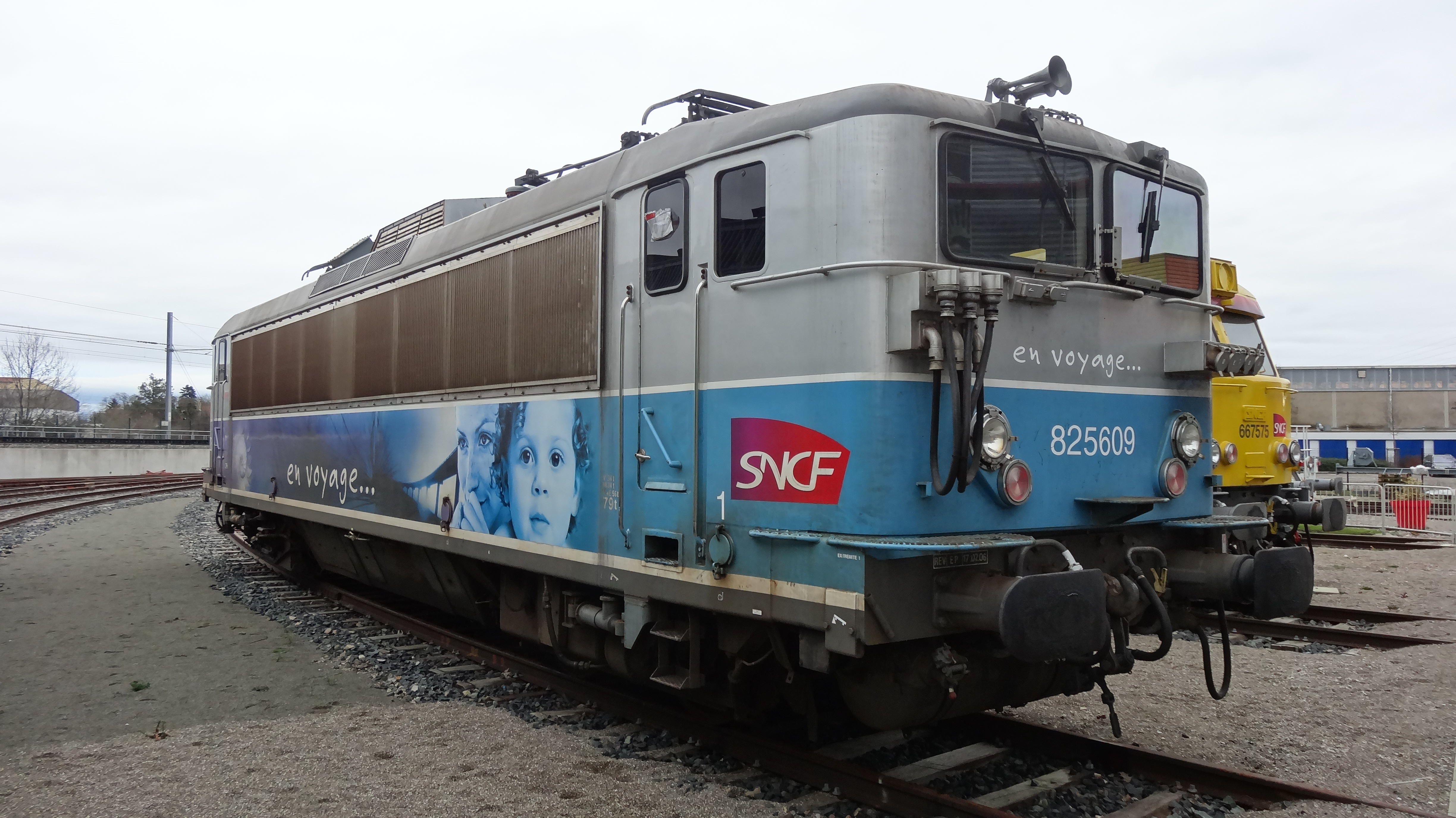
Livrée "En Voyage"
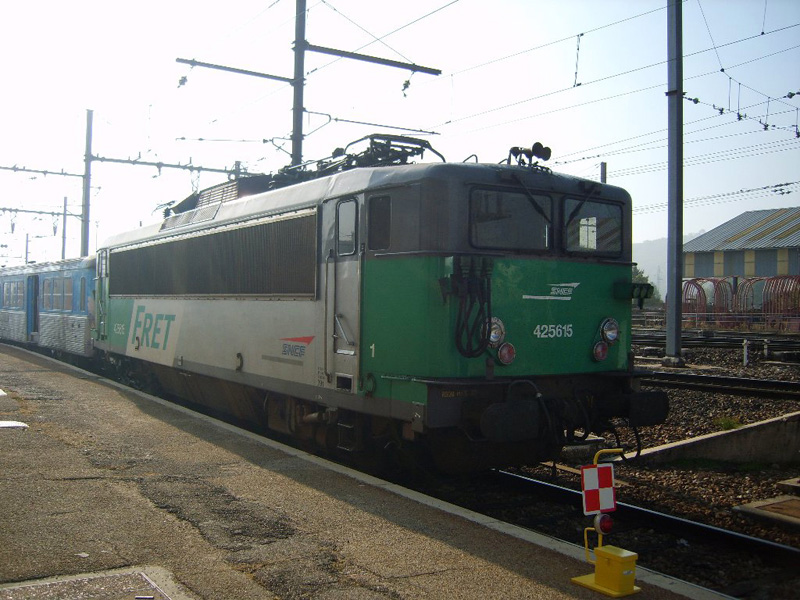
Fret SNCF
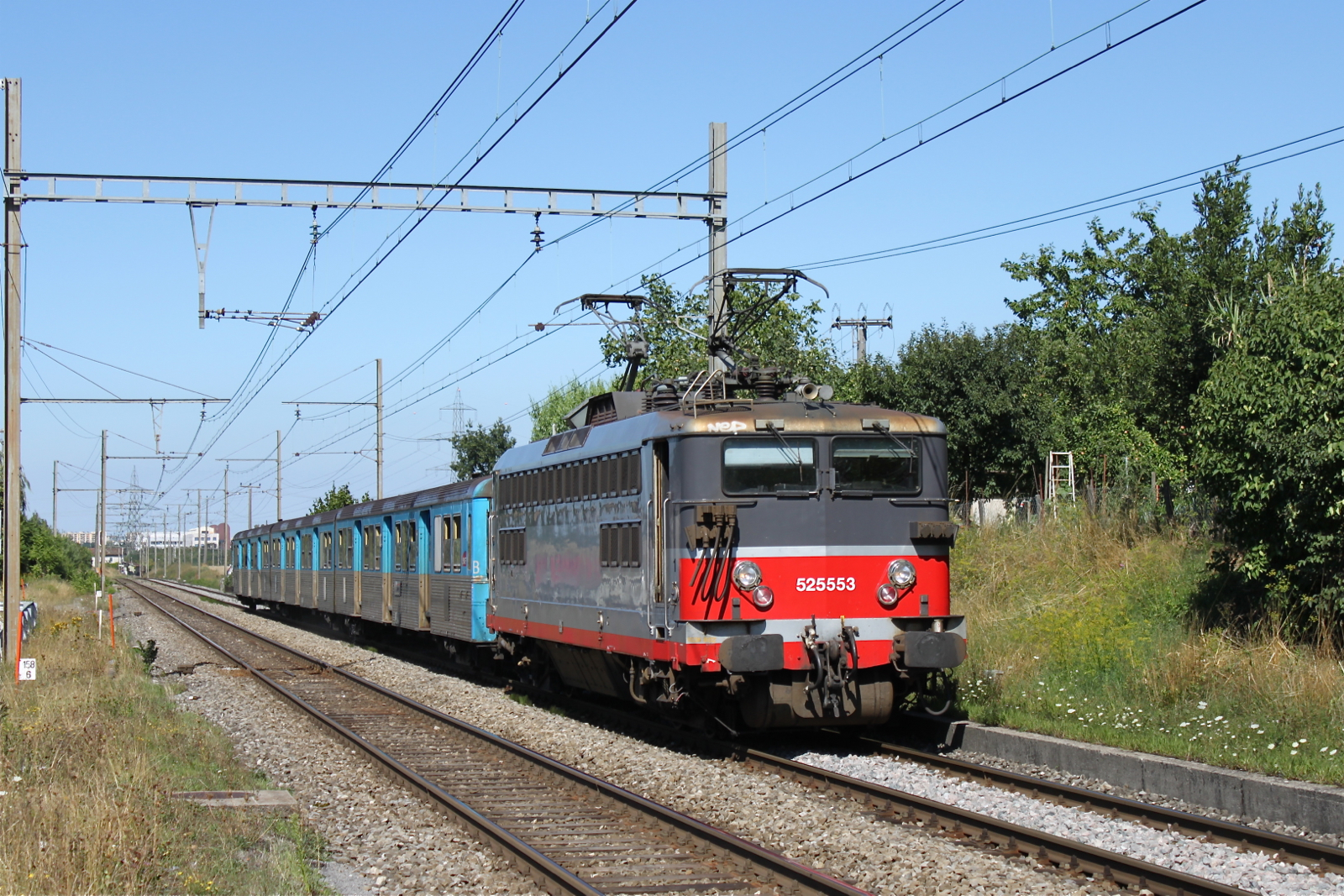
Livrée Multiservices
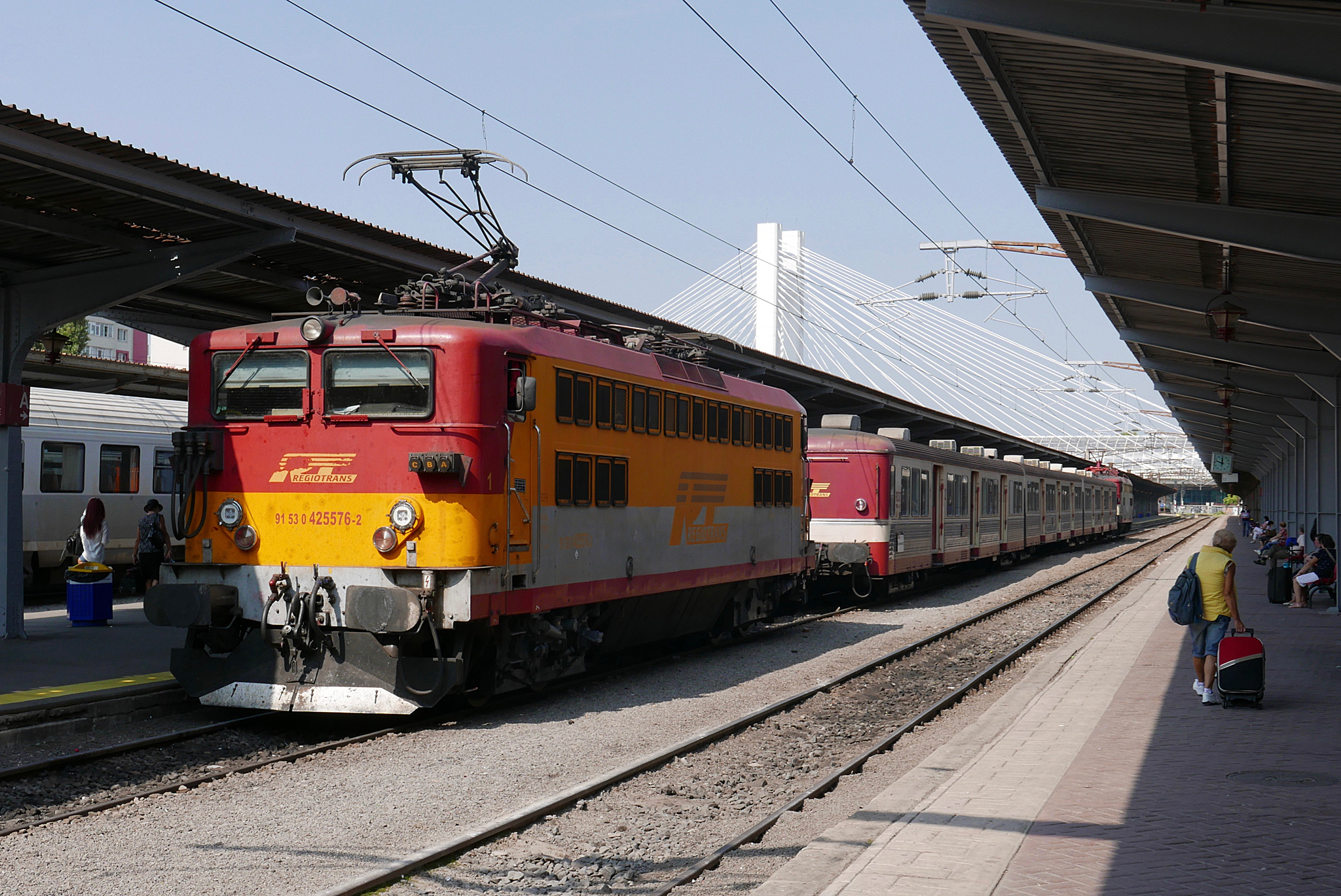
A Regiotrans mozdonya Romániában